# Вулиця Журавлина (Львів)
Ву́лиця Журавли́на — вулиця у Залізничному районі міста Львова, в місцевості Сигнівка. Сполучає вулиці Дозвільну, Катерини Малицької та Самійла Величка.

## Назва
Виникла на початку XX століття у складі передміського селища Сигнівка, як частина вулиці Головної (нині — вулиця Самійла Величка). У 1950-х роках виділена в окрему вулицю, яка 1957 року отримала назву — вулиця Журавлина.

## Забудова
Забудова вулиці Журавлиної двоповерхова барачна 1950-х та триповерхова початку 1960-х років.
№ 1, 5 — двоповерхові житлові будинки барачного типу, збудовані у 1950-х роках для працівників Львівської залізниці, передані у власність територіальної громади міста Львова 26 вересня 2002 року.
№ 3а — двоповерхова будівля приватного ДНЗ «Золотий ключик». Поряд з дошкільною установою розташована триповерхова будівля львівської середньої загальноосвітньої школи I—III ступенів № 68, що має адресу: вулиця Дозвільна, 3. Школа була відкрита 1 вересня 1961 року.